# Bo Giertz

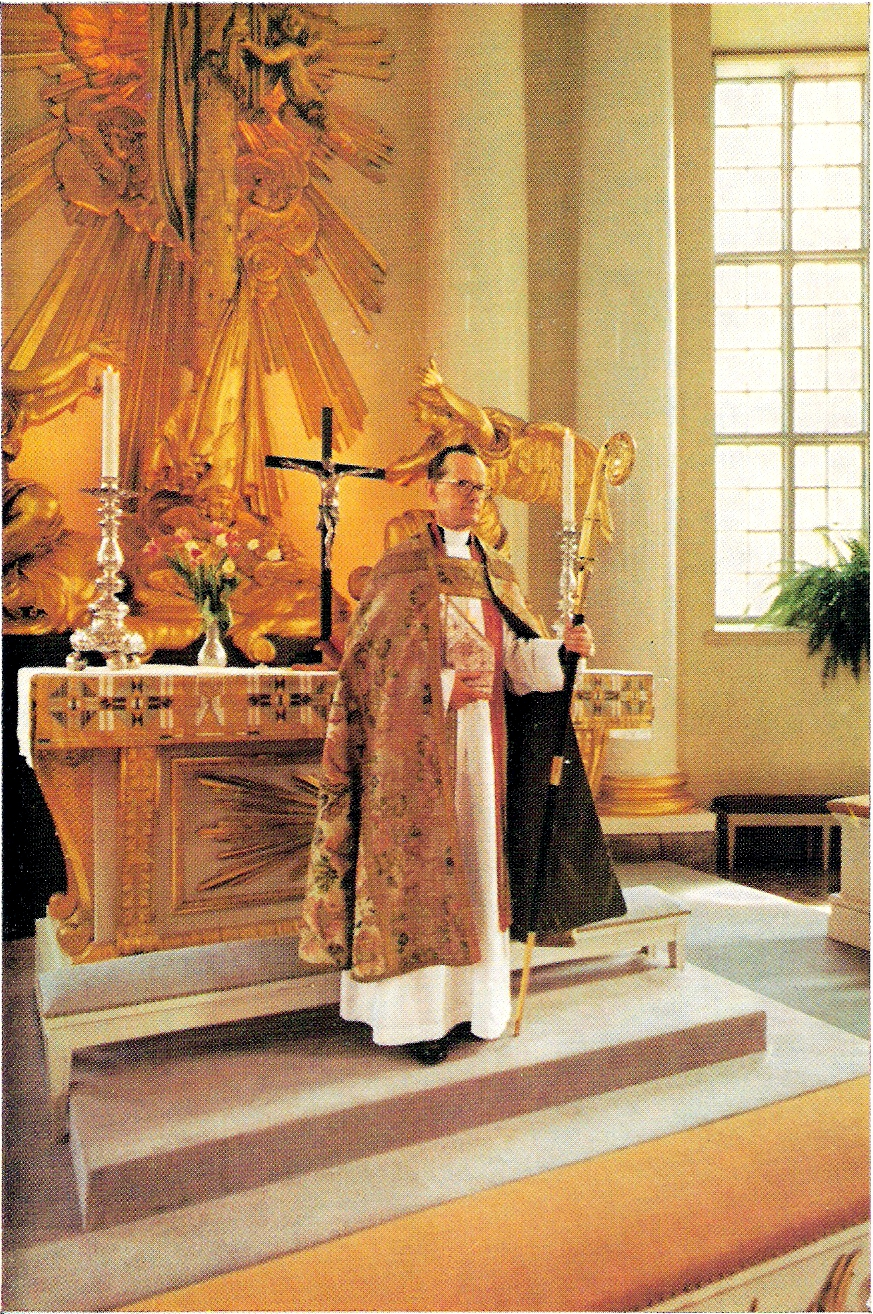
Bo Giertz in Ornat mit Chormantel und Bischofsstab

Bo Harald Giertz (* 31. August 1905 in Räpplinge, Öland; † 12. Juli 1998 in Göteborg) war ein schwedischer lutherischer Bischof von Göteborg und christlicher Schriftsteller.

## Leben
Seine Eltern waren der Chirurg Knut Harald Giertz und Anna Ericsson, Tochter von Lars Magnus Ericsson, Gründer des Ericsson-Konzerns. In seiner Jugendzeit war Giertz Atheist. Nach dem Abitur in Stockholm, wo der Vater 1921 eine Stelle als Chefarzt angenommen hatte, begann Giertz 1924 ein Medizinstudium an der Universität Uppsala, wechselte aber bald zur Klassischen Philologie. 1925 durch eine Predigt von Natanael Beskow zu einem pietistisch geprägten Christentum bekehrt, nahm er auch ein Studium der Theologie auf, wobei Anton Fridrichsen sein wichtigster Lehrer wurde. Studienaufenthalte führten ihn nach Rom und nach Palästina. Er schloss 1928 sein Philologie- und 1931 sein Theologiestudium jeweils mit dem Kandidatenexamen ab.
Ab 1932 arbeitete er zunächst als Reisesekretär einer christlichen Gymnasiastenbewegung (Sveriges Kristliga Gymnasiströrelse). Nach der Ordination im Bistum Linköping 1934 und ersten Gemeindestellen in Östra Husby und Ekeby bei Boxholm übernahm er 1938 ein Pfarramt in Torpa. Hier begann er, Romane zu schreiben, die ihn weithin bekannt machten. 1943 wurde er nebenamtlich zum außerordentlichen Hofprediger bestimmt. Von 1949 (Einführung am 22. Mai) bis zu seinem Ruhestand 1970 amtierte er als Bischof des Bistums Göteborg. Nach der Entscheidung des schwedischen Parlaments und der Schwedischen Kirche, Frauen zur Ordination zuzulassen, wurde Giertz ein Führer der Opposition und gründete eine Gemeinschaft dagegen (Kyrklig samling kring bibeln och bekännelsen, dt. „Kirchliche Sammlung um Bibel und Bekenntnis“). Mit der gleichnamigen Organisation in Deutschland arbeitete Giertz eng zusammen.
Nach der Pensionierung 1970 wandte Giertz sich wieder der literarischen Arbeit zu, die er während des Amts als Bischofs zurückgestellt hatte. So erstellte er eine neue Übersetzung des Neuen Testaments ins Schwedische, begleitet durch eine zwölfbändige Kommentarreihe. Auch weitere Romane und Andachtsbücher verfasste er, die in viele Sprachen übersetzt wurden.
Beigesetzt wurde er in Torpa in Östergötland.

## Werk und Bedeutung
Bo Giertz gilt bei vielen als der schwedische C. S. Lewis. Giertz kombinierte pietistische und hochkirchliche lutherische Theologie. Diese Verbindung ist auch in seinen Romanen deutlich zu sehen. Seine Bücher über den christlichen Glauben wurden in ganz Skandinavien populär. Sein Andachtsbuch (1973/74) gehört zu den am meisten gelesenen Andachtsbüchern in Schweden.
In seinem ersten Roman Stengrunden (1941) (deutsch: Und etliches fiel auf den Fels, zuerst 1952) beschreibt er einen Abschnitt schwedischer Theologie- und Erweckungsgeschichte des 19. und des 20. Jahrhunderts. In drei Teilen schildert er das äußere und innere Leben junger Hilfsgeistlicher, die nacheinander im gleichen Kirchspiel Ödesee in Mittelschweden mit Idealismus und ehrlichem Bemühen die Gemeinde zu einer Erweckung führen wollen.
Giertz stand in engem persönlichem und brieflichem Kontakt mit dem deutschen Schriftsteller Edzard Schaper, dem er bei der Flucht und Emigration nach Schweden während der Jahre 1944 bis 1946 in vielerlei Form Hilfe und Zuspruch bot. Die Freundschaft, die sich hieraus entwickelte, beeinflusste das Werk der beiden an theologischen Fragen intensiv interessierten Schriftsteller nachhaltig.
Giertz war auch Pionier bei der Einführung der sonntäglich gefeierten liturgischen Messe, die vorher in der schwedischen Kirche nicht mehr üblich war.

## Auszeichnungen
Giertz wurde 1949 in den Nordstern-Orden aufgenommen und erhielt 1961 das Großkreuz als Kommandeur.

## Schriften (Auswahl)
- Kristi kyrka. 1939 (neueste Ausgabe Verbum, 1991, ISBN 978-91-526-1899-8).
  - Die Kirche Jesu Christi. Vandenhoeck & Ruprecht, Göttingen 1952 (und weitere Auflagen).
- Kyrkofromhet. 1939 (neueste Ausgabe Artos, 2001, ISBN 978-91-7580-208-4).
  - Mit der Kirche leben. Christlicher Glaube in der Praxis. Martin-Luther-Verlag, Erlangen 1988, ISBN 978-3-87513-062-1.
- Stengrunden. En själavårdsbok. 1941 (Roman, auch verfilmt, etliche Auflagen)
  - Und etliches fiel auf den Fels. Deuerlich, Göttingen 1952 (und weitere Auflagen und Ausgaben).
- Grunden. 1941 (neueste Ausgabe Verbum, 1975 (Konfirmationslehrbuch)).
- Tron allena. 1943 (neueste Ausgabe Församlingsförlaget, 1998, ISBN 978-91-972635-7-3) (Roman).
  - Das Herz aller Dinge. Vandenhoeck & Ruprecht, Göttingen 1952 (und weitere Ausgaben).
- Den stora lögnen och den stora sanningen. 1945.
  - Die grosse Lüge und die grosse Wahrheit. 15 Kapitel über christliche Grundwahrheiten. Vandenhoeck & Ruprecht, Göttingen 1946 (und weitere Auflagen).
- Kampen om människan. 1947.
  - Kampf um den Menschen. Vandenhoeck & Ruprecht, Göttingen 1955 (und weitere Auflagen).
- Med egna ögon. 1948.
  - Mit eigenen Augen. Vandenhoeck & Ruprecht, Göttingen 1949 (und weitere Auflagen).
- Herdabrev till prästerskapet och församlingarna i Göteborgs stift. 1949.
  - Sendschreiben an die evangelische Christenheit. Vandenhoeck & Ruprecht, Göttingen 1951 (und weitere Auflagen).
- Trons ABC. 1971.
  - Evangelisch Glauben. Hilfen zum Verstehen. Martin-Luther-Verlag, Erlangen 1981.
- Riddarna på Rhodos. 1972 (Roman).
  - Die Ritter von Rhodos. Bernhardus Verlag, Aachen 2020.
- Att kunna läsa sin Bibel. Verbum, Stockholm 1973.
  - Gott spricht zu dir! ABC für Bibelleser. Aussaat, Wuppertal 1976, ISBN 978-3-7615-0218-1.
- Att tro pa Kristus und Att leva med Kristus. 1973/74.
  - Aus der Nähe Gottes leben. Andachten für das Kirchenjahr (2 Bde.). R. Brockhaus, Wuppertal 1985, 1991, 2006; Gesamtausgabe bei Verlag der Lutherischen Buchhandlung, Groß Oesingen 2014. Seit 2024 bei Concordia-Verlag, Zwickau-
- Neuübersetzung des Neuen Testamentes mit Kommentar. 1976–1982 (12 Bände)
- Den levande Guden. Besked om kristen tro. 1984 (neueste Ausgabe Församlingsförlaget 1995).
  - Der lebendige Gott – Über den christlichen Glauben. Missionsverlag der Evangelisch-Lutherischen Gebetsgemeinschaften, Bielefeld 2000.
- Då föll Herrens eld – nytt liv i tjänsten. 1996.